# Giuseppe Stuto
Giuseppe Stuto (Favara, 14 dicembre 1870 – Sigmundsherberg, 19 novembre 1917) è stato un militare italiano, particolarmente distintosi nel corso della prima guerra mondiale dove fu decorato di tre Medaglie d'argento al valor militare.

## Biografia
Nacque a Favara, provincia di Agrigento, il 14 dicembre 1870, figlio di Carmelo e Carmela Grova, quarto di sette figli di una famiglia della borghesia del paese. Dopo gli studi, decise di intraprendere la carriera militare arruolandosi nel Regio Esercito. 
Nel 1897 era in servizio con il grado di sottotenente presso il 23º Reggimento fanteria "Como" di guarnigione a Pisa, e nel 1905, con il grado di tenente, al 27º Reggimento fanteria "Pavia" di stanza a Palermo, di cui 1907 divenne aiutante maggiore; due anni dopo fu trasferito nel Sannio e infine nel 1910 a Treviso. Dal 1913 ai primi mesi del 1914 fu mandato in Sicilia per effettuare alcuni rilievi topografici, egli infatti era topografo dell'Istituto Geografico Militare.
Ritornato al nord, raggiunse al 12º Reggimento fanteria di stanza a Imola, dove lo colse l'entrata in guerra del Regno d'Italia, avvenuta il 24 maggio 1915. Si distinse in combattimento una prima volta a Podgora il 20 luglio, dove in servizio come capitano fu ferito gravemente durante la battaglia e venendo per questo decorato con una prima Medaglia d'argento al valor militare. Fu ferito di nuovo il 23 novembre e dopo la convalescenza ritornò a combattere nell'aprile del 1916 L'11 giugno 1916 assunse il comando del III Battaglione del 205º Reggimento fanteria della Brigata Lambro. Fu decorato con una seconda Medaglia d'argento al valor militare per essersi distinto in combattimento nei pressi di Oslavia nell'agosto successivo. Il 15 maggio 1917 riporto altre due ferite: una trasfossa da pallottola di mitragliatrice alla gamba destra e l'altra alla radice dello scroto, prodotta da palletta di shrapnel, rimasta profondamente conficcata alla radice della coscia sinistra, subito davanti al femore. La convalescenza fu lunga, e vista la oramai ridotta mobilità fu trasferito a servizi di seconda linea, assegnato al deposito fanteria di Milano. Dopo il ferimento del tenente colonnello Federico Vigna, egli fu nominato comandante del 282º Reggimento fanteria della Brigata Foggia, con il grado di tenente colonnello il 15 settembre 1917.
Dopo lo sfondamento del fronte italiano a Caporetto da parte delle truppe austroungariche e tedesche, in cui si distinse l'allora tenente Erwin Rommel, gli fu affidato l'incarico di sbarrare l'avanzata tedesca. Ricevuto l'ordine di ritirarsi, per garantire l'allontanamento delle truppe ancora incolonnate, si sacrificò alla testa della 9ª Compagnia del 282º Reggimento, resistendo valorosamente. Nel corso del combattimento fu ferito alla fronte; catturato, fu fatto prigioniero di guerra Morì a Sigmundsherberg, in un ospedale militare, il 19 novembre del 1917.
La Scintilla, giornale del campo di prigionia, pubblicò un necrologio che iniziava: «... che sotto la terra non sua, giunga domani il tripudio delle sue speranze compiute...» Per questi ultimi episodi gli fu concessa una terza Medaglia d'argento al valor militare.
La sua salma ritornò a Favara nel gennaio 1920 e oggi riposa all'interno della Chiesa madre del paese insieme a quelle di altri combattenti caduti. Nella sua città natale una via è dedicata in suo nome.